# Municipio de Lincoln (condado de Lincoln)
El municipio de Lincoln (en inglés, Lincoln Township) es un municipio del condado de Lincoln, Dakota del Sur, Estados Unidos. Tiene una población estimada, a mediados de 2022, de 199 habitantes.
Abarca una zona exclusivamente rural.

## Geografía
Está ubicado en las coordenadas 43°13′5″N 96°44′20″O / 43.21806, -96.73889. Según la Oficina del Censo de los Estados Unidos, tiene una superficie total de 93.18 km², de los cuales 93.16 km² corresponden a tierra firme y 0.02 km² están cubiertos de agua.

## Demografía
Según el censo de 2020, en ese momento había 225 personas residiendo en la zona. La densidad de población era de 2.42 hab./km². El 95.11 % de los habitantes eran blancos, el 0.89 % eran amerindios, el 0.89 % eran asiáticos, el 1.33 % eran de otras razas y el 1.78% eran de una mezcla de razas. Del total de la población, el 2.22 % eran hispanos o latinos de cualquier raza.